# David Nash
David Nash (* 14. listopadu 1945 Esher, Anglie) je britský sochař žijící ve Walesu. Je držitelem Řádu britského impéria. Pracuje výhradně se dřevem a stromy. Jde o jednoho z mála představitelů Land artu, kteří svá díla vystavují.

## Životopis
Nash studoval na Kingston College of Art od roku 1963 do 1967 a poté na Chelsea School of Art od 1969 do 1970. V mládí pomáhal se svým bratrem vyklízet les, který jeho otec vlastnil. Zde získal zkušenosti o dřevu, které se později stalo hlavním materiálem pro jeho tvorbu. Jeho první výstava se konala v roce 1973 v Queen Elizabeth Hall, Yorku a v Orielu, Bangoru, Walesu.

## Dílo
David Nash je známý tvarováním živých stromů. Jeho dílo je vyřezávané a někdy i částečně spálené. Nejznámější dílo je Wooden boulder (Dřevěný balvan). Jde o dřevěnou vyřezávanou kouli, vytvořenou Nashem v severním Walesu. V průběhu let balvan sklouzl do řeky a byl unášen proudem. Naposledy byl spatřen v ústí řeky Dwyryd. Do doby než byl opět objeven v červnu 2009, poté, co chyběl více než pět let, po které se předpokládalo, že byl odplaven do moře.

## Nedávné výstavy
- "Drawings and Sculpture" Abbot Hall Art Gallery, Kendal, & Blackwell, Bowness (linked show), Cumbria, UK, 2009
- "Sculptures & Drawings," Gallery Lelong, Curych, Švýcarsko, 2012.
- "Vessels," Sala de la Diputación de Huesca, Španělsko
- "Pyramids rise, Spheres turn and Cubes stand still," Annely Juda Fine Art, Londýn, Anglie, UK
- Yorkshire Sculpture Park, 29 May 2010 – 27. únor 2011
- "Kew Gardens", červen 2012 – duben 2013
- "Columns, Peaks and Torso", Lelong Gallery, Paříž, 19. květen – 13. červenec 2016